# Prietenii de la 11
Prietenii de la 11 a fost un program de televiziune prezentat de Florin Ristei și Diana Munteanu în direct pe postul Antena 1. Emisiunea a debutat la 6 martie 2017 și s-a încheiat la 28 februarie 2019. În emisiune sunt prezentate diverse personaje publice, reportaje și diverse materiale. Emisiunea era prezentată în intervalul orar de la 11ː00 până la 13ː00.